# Joseph-Jules Dedoncker
Joseph-Jules Dedoncker est un musicien belge, prêtre catholique (chanoine), organiste, pédagogue et maître de chapelle, né à Templeuve le 4 août 1863 et décédé le 30 décembre 1947 à Tournai.

## Biographie
C'est à Templeuve (Belgique), que naît Joseph-Jules Dedoncker, le 4 août 1863. Ordonné prêtre en 1886, il exerce différentes charges ministérielles avant de devenir, en 1891, chapelain-chantre de la cathédrale de Tournai, organiste du chœur et maître de chapelle.
Ses dispositions musicales et pédagogiques sont attestées, bien que l'on ne dispose d'aucune information sur sa formation. Il n'empêche : Edgar Tinel  et Peter Benoît le tiennent en haute estime, et son talent d'organiste est remarqué lors des cérémonies du Congrès Eucharistique de Tournai (1906).
En 1891, il se voit confier la direction de l'École Saint-Grégoire (Tournai) succédant, dans cette charge, au chanoine Frédéric Maton (1827-1893), l'un de ses fondateurs avec le chanoine Victor Durez (1848-1918).
Voué à la formation de musiciens se destinant à l'accompagnement du Culte, cet Institut de Musique Sacrée a été fondé quelques années auparavant, en 1878. Il s'inscrit dans le sillage du Mouvement Cécilien dont l'objectif est de redonner vie au chant grégorien, à la polyphonie vocale telle que pratiquée à la Renaissance (de type Palestrinien). Et, plus largement, de susciter un répertoire musical inspiré de la tradition chrétienne.
Dans ce cadre, de nombreuses Écoles de Musique Sacrées sont créées, héritières des Écoles cathédrales du Moyen Âge.
À ces établissements d'enseignement supérieur répondent, dans quelques diocèses, des Instituts de niveau secondaire (l'École Saint-Grégoire en est un exemple).
Durant son long directorat (55 ans), Joseph-Jules Dedoncker forme de nombreux élèves.
Parmi les plus brillants, citons :
- Jean Absil, l'un des grands compositeurs de l'entre-deux guerres, organiste, Prix de Rome de composition, professeur au Conservatoire Royal de Bruxelles et à la Chapelle Musicale Reine Elisabeth, membre de l'Académie Royale de Belgique.
- Abel Debourle, Premier Prix d'orgue du Conservatoire Royal de Bruxelles, organiste de l'église Saint-Jacques à Tournai.
- E. Jeannelle, Premier Prix de Rome de Composition, Directeur de l'Académie de Musique de Mouscron.
- Helin, Premier Prix d'orgue du Conservatoire Royal de Gand.

Homme d'initiative, en 1907, Joseph-Jules Dedoncker fait construire un orgue par Théophile Delmotte (c'est sur cet orgue que le jeune Absil donne son premier récital en 1913, un récital qui jouera un rôle important dans son admission au Conservatoire Royal de Bruxelles.
Le chanoine Dedoncker conserve la direction de l'École jusqu'au lendemain de la seconde guerre mondiale (1946), non sans avoir assisté à la destruction de ses locaux lors du bombardement de mai 1940.
L'abbé Abel Delzenne lui succède à la tête de l'établissement (charge qu'il exerce jusqu'en 1981).
Le chanoine Joseph-Jules Dedoncker décède à Tournai le 30 décembre 1947.
En 1987, l'École Saint-Grégoire prend le nom d'Académie de Musique Saint-Grégoire.